# ولی رات
ولی رات (به لاتین: Veli Rat) یک زیستگاه انسانی در کرواسی است که در Sali واقع شده‌است.